# Серебристый чеглок
Серебристый чеглок (лат. Falco concolor) — вид хищных птиц рода соколов.
Длина 32—37 см, размах крыльев 78—90 см.
Питается мелкими птицами и крупными насекомыми.
Перелётная птица. Гнездится в пустынных районах северо-восточной Африки, Ближнего Востока, Аравийского полуострова, прибрежных районов Пакистана. Зимует на Мадагаскаре и побережье Мозамбика.